# روبرت بي. كامبل
روبرت بي. كامبل (بالإنجليزية: Robert B. Campbell)‏ هو سياسي أمريكي، ولد في 1787 في الولايات المتحدة، وتوفي في 12 يوليو 1862 في المملكة المتحدة. حزبياً، نشط في الحزب الجمهوري الديمقراطي والحزب الديمقراطي. وقد انتخب عضو مجلس النواب الأمريكي عن دائرة South Carolina's 3rd congressional district ‏ (27 فبراير 1834 – 3 مارس 1837) وانتخب عضو مجلس النواب الأمريكي عن دائرة South Carolina's 3rd congressional district ‏ (4 مارس 1823 – 3 مارس 1825).